# Batalla de Tiferno
La batalla de Tiferno (297 a. C.) fue un importante enfrentamiento dentro del contexto de la tercera guerra samnita, cerca de la actual provincia de Perugia, en la Italia central. En ella la República romana se impuso al ejército samnita, comandado por Gelio Estacio. El resultado daría lugar a la decisiva batalla de Sentino, donde se decidiría qué potencia militar dominaría la Italia central.

## Batalla
La tercera guerra samnita estalló cerca de Nápoles, en 298 a. C., siendo el último intento samnita de evitar la dominación romana de su territorio. Roma, aprovechándose de la paz con los etruscos, envió dos ejércitos al Samnio liderados por Quinto Fabio Máximo Ruliano y Publio Decio Mus, cada uno compuesto por aproximadamente 20 000 hombres. Ambos ejércitos deberían arrasar la zona central de la península itálica avanzando separados pero paralelamente. Así un ejército podía asistir al otro en caso de problemas. El ejército samnita, con 25 000 guerreros bajo el mando de Estacio, basaba toda su estrategia en emboscar a uno de los ejércitos romanos en el estrecho valle de Tiferno, para luego enfrentar al otro. Por ello dispuso una pequeña fuerza visible que actuara de cebo dentro del valle, y ocultó toda su fuerza principal en las colinas circundantes. Pero Ruliano, comandante precavido, envió por adelantado a sus exploradores y éstos descubrieron la trampa, por lo que no entraron al valle.
Estacio, temeroso de que el segundo ejército romano, de Decio Mus, se uniera a Ruliano, optó por presentar batalla a campo abierto, aunque conservando la considerable ventaja de estar colina arriba. Cuando ambos ejércitos estuvieron enfrentados, y comenzaban las escaramuzas, un pequeño destacamento de hastati liderados por Lucio Cornelio Escipión Barbato apareció a las espaldas de los samnitas. Tanto los romanos como los samnitas pensaban que aquellos hombres eran la avanzadilla del ejército de Decio Mus, con lo que la moral de los romanos subió enormemente; al contrario que la de los samnitas, que temían verse rodeados y comenzaron a huir. 
Pero en realidad aquellos legionarios habían sido enviados por el propio Ruliano, que esperaba precisamente estos resultados. Ruliano era consciente de su inferioridad numérica frente a los samnitas, además de estar en peor posición estratégica, pues sus legionarios deberían de luchar cuesta arriba. En esa situación no conseguiría una batalla de enfrentamiento de líneas, que tanto dominaban los romanos. Así que decidió enviar a su legatus Barbato junto con la línea de lanceros hastati de la primera legión, que deberían caer sigilosamente a las espaldas del enemigo justo en el momento en que la caballería romana cargara contra la primera línea samnita. Si el plan tenía éxito, conseguirían romper el frente de batalla enemigo de un solo golpe y conseguirían una victoria aplastante. Sin embargo la carga de caballería partió demasiado pronto y se estrelló estrepitosamente contra el muro de escudos samnita. Éstos, envalentonados por el fracaso romano, contraatacaron las líneas romanas, hasta que Barbato y sus hastati aparecieron a sus espaldas. Estacio creyó erróneamente que las legiones de Decio Mus los habían rodeado y ordenó retirarse del combate.
A pesar de la derrota, los samnitas tuvieron relatívamente pocas bajas, unos tres mil muertos y ochocientos prisioneros, lo que les permitió continuar la guerra en otros escenarios, como la batalla de Sentino.